# Ishaq ben Reuben
Ishaq ben Reuben (Barcelona, 1073 - Dènia 1110)fou un poeta hebreu. Deixeble de Reuben Ishaq ben Dehudah ben Giath, fou molt estimat entre els jueus. Comentà la part del Talmud titulada Bethuboth, que tracta d'instruments o cartes dotals. Traduí de l'àrab a l'hebreu el llibre Hamechag Umimcaz, de compra i venda, de R. Moseh ben R. Serira, que s'imprimí a Venècia el 1602. La seva obra poètica consistí en una sèrie d'exhortacions que foren comentades i anotades per R. Moseh Mohti. S'imprimiren a Liborna (França) el 1655 i es reimprimiren a Amsterdam el 1770 i a Barcelona el 1711; aquesta última reimpressió a càrrec de Salomon ben Joseph Probs. Segons refereix Gedaliah en el seu llibre Salseleih Haqabalah (cadena de la tradició).